# AC Arles-Avignon
Athlétic Club Arles-Avignon je francouzský fotbalový klub z Arles.
Klub byl založen v roce 1912 a je znám hlavně jako AC Arles, ale v roce 2010 se klub přesunul na stadión Parc des Sports v Avignonu, a tak si klub změnil jméno na AC Arles-Avignon.
Arles-Avignon hraje amatérskou soutěž Régional 2. Fanoušci přezdívají klubu Les Lions (česky Lvi).